# Пърличев (хребет)
Пърличевият хребет е тесен скалист хребет на Земята Греъм в Антарктика. Получава това име на 27 февруари 2013 г. в чест на българския поет Григор Пърличев и във връзка със село Пърличево, област Монтана.

## Описание
Дължината на хребета е 33,9 km, от подножието на купол Мадрид на запад до нос Калина на изток, а ширината му е 3,8 km. Достига височина 1323 m при връх Врело на бряг Оскар II. Хребетът се издига над ледника Мелвил на север, залива Домлян на североизток и ледника Пикуод на юг. Пресечен е от разклонение на ледника Пикуод, което достига на север до ледника Мелвил.

## Картографиране
Британско картографиране от 1976 г.

## Карти
- British Antarctic Territory.  Scale 1:200000 topographic map.  DOS 610 Series, Sheet W 65 62.  Directorate of Overseas Surveys, Tolworth, UK, 1976.
- Antarctic Digital Database (ADD). Scale 1:250000 topographic map of Antarctica. Scientific Committee on Antarctic Research (SCAR). Since 1993, regularly upgraded and updated.